# Concepción (Chiapas)
Concepción es una localidad del estado mexicano de Chiapas. Es parte del municipio de Ixtapa.

## Toponimia
El nombre de la localidad hace referencia a la santa patrona de la localidad: La Virgen de la Inmaculada Concepción.

## Demografía
| Gráfica de evolución demográfica |
|                                  |

| Censo | Población |
| ----- | --------- |
| 1900  | 160       |
| 1910  | 130       |
| 1921  | 101       |
| 1930  | 114       |
| 1940  | 41        |
| 1950  | 295       |
| 1960  | 326       |
| 1970  | 400       |
| 1980  | 482       |
| 1990  | 763       |
| 2000  | 1 069     |
| 2010  | 1 133     |
| 2020  | 1 567     |